# André Dreuillet
André Dreuillet, né à Toulouse le 1er décembre 1664 et mort à Bayonne le 17 novembre 1727, est un ecclésiastique qui fut évêque de Bayonne de 1707 à 1727.

## Biographie
André Dreuillet ou Dreuihlet naît dans la paroisse de Saint-Étienne de Toulouse. Il est le fils de Jacques, Président du Parlement de Toulouse et de sa première épouse Marie Dupuy. Il fait ses études à Paris et devient successivement licencié en théologie en 1690 et docteur en 1694. Il est ordonné en 1693 et bénéficie pendant ses études d'une prébende à Conques. Chanoine du chapitre de la cathédrale du Mans en 1692, il devient vice-régent de l'Officialité et archidiacre de Montfort en 1694, puis vicaire général en 1695.
Il prêche lors des funérailles de Monsieur et bénéficie de l'appui de Louis-Antoine de Noailles et de Madame de Maintenon. Nommé évêque de Bayonne en 1707, il est confirmé et consacré à Paris par l'archevêque et pourvu en commende de l'abbaye royale de Saint-Jean-d'Angély en 1717. Il reste l'un des plus fidèles soutiens de Louis-Antoine de Noailles et des quatre signataires du 1er Appel du 7 novembre 1717 contre la bulle Unigenitus contre laquelle il avait publié une lettre pastorale ou mandement. Toutefois peu de temps avant sa mort lors du « concile d'Embrun  » qui condamne Jean Soanen, il assouplit quelque peu ses positions doctrinaires. C'est lui qui ouvre aussi le premier grand séminaire de Bayonne en 1722.